# Drapeau de l'atoll Palmyra
 (février 2022).
Le drapeau de l'atoll Palmyra, ou simplement le drapeau de Palmyra, est un des drapeaux non officiel des quatre îles mineures éloignées des États-Unis d'Amérique en Océanie.

## Historique
L'atoll Palmyra d'une trentaine d'îles est aperçu pour la première fois par le capitaine américain Edmund Fanning en 1798, sans être revendiqué par les États-Unis. En 1802, l'USS Palmyra, avec le capitaine Cornelius Sawle à son bord, s'échoue sur l'une des îles, ce qui donnera son nom à l'atoll (Palmyra étant le nom anglais donné à la ville antique de Palmyre, dans l'actuelle Syrie). C'est seulement en 1859 que l'atoll est revendiqué par les Américains, peu de temps après la déclaration du Guano Islands Act de 1856, porté par le docteur Gerrit Parmele Judd. Toutefois, le royaume d'Hawaï annexe l'atoll le 15 avril 1862.

Le drapeau des États-Unis en 1798 lors de la découverte de l'atoll
Le drapeau des États-Unis en 1859 lors de la revendication
Le drapeau du royaume d'Hawaï

### Les revendications personnelles

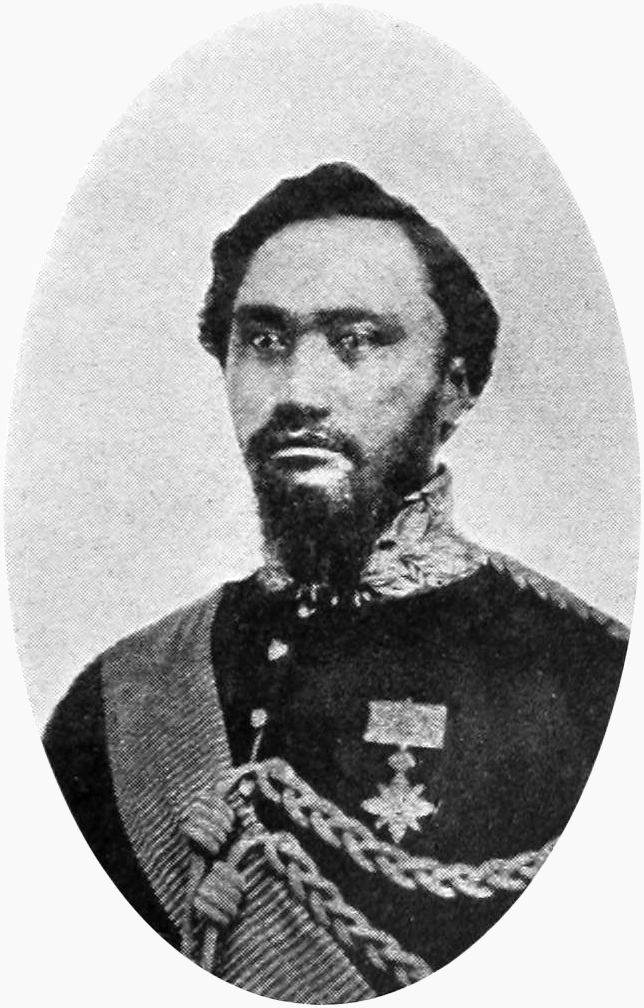
Le roi Kamehameha IV, revendiquant l'atoll au nom de son royaume

Sous la période hawaïenne, le roi de l'époque, Kamehameha IV, confie l'annexion de l'atoll à des citoyens du royaume : Zenas Bent et Johnson Beswick Wilkinson. C'est à partir de cet instant que les revendications seront personnelles, Bent vendant ses parts à Wilkinson le 24 décembre 1862. Jusqu'en 1885, l'île appartient à la veuve de Wilkinson, date à laquelle, après sa mort, l'atoll est partagé avec les trois héritiers des Wilkinson. Deux d'entre eux donnèrent leur droit sur l'atoll à William Luther Wilcox qui les céda ensuite à la Pacific Navigation Company.
En 1889, le capitaine britannique Nichols revendique l'île au nom de la couronne britannique, alors que l'atoll appartient encore à la couronne hawaïenne.

Drapeau de l'empire britannique

La Pacific Navigation Company fut cependant liquidée en 1897, peu de temps après la détention des parts de l'atoll. Les parts furent vendues à William Ansel Kinney avant d'être revendues à Fred Wunderburg. En 1911, un autre acte de revendication est émis par les Américains pour mettre fin à la revendication britannique. Le dernier des héritiers Wilkinson, qui tient toujours une partie des parts de l'atoll, les vend à William Ringer qui les revendra en 1912 à un juge nommé Henry Ernest Cooper,.

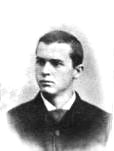
William Ansel Kinney, qui acheta les parts détenues par la Pacific Navigation Company
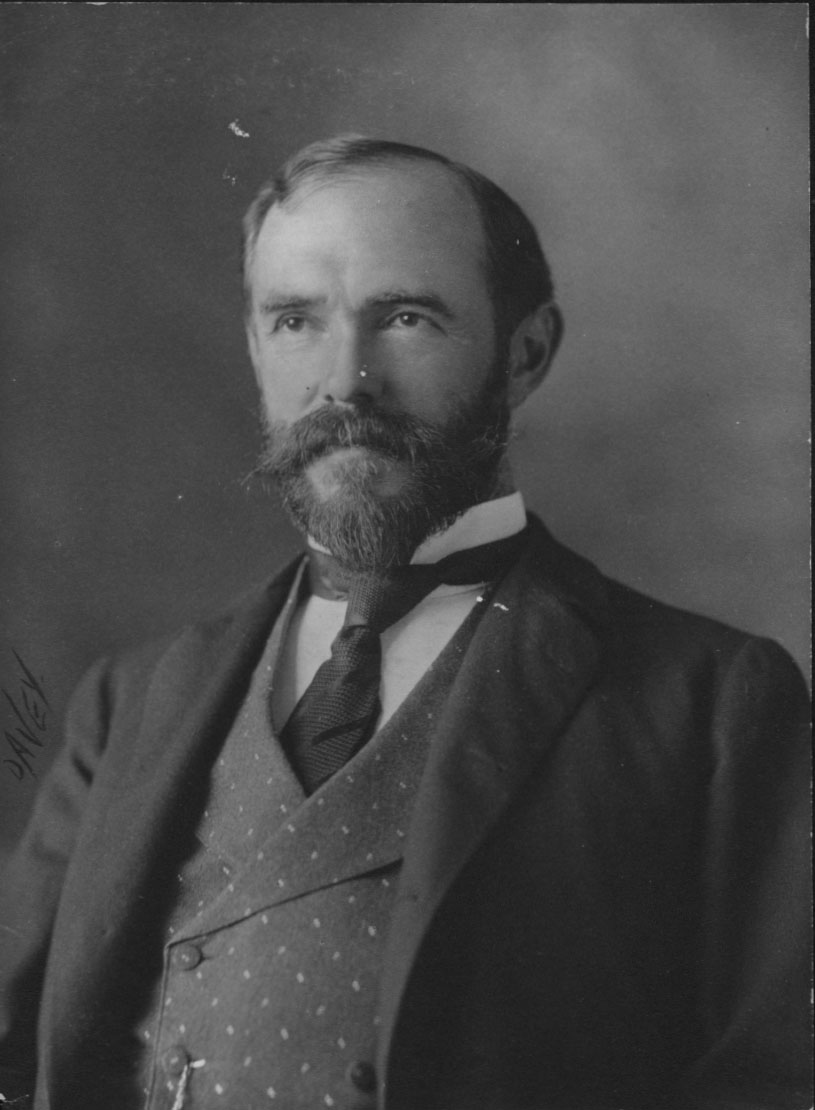
Henry Ernest Cooper, qui acheta les parts de William Ringer

### Après le royaume d'Hawaï
Malgré les différentes revendications personnelles, l'atoll resta sous le contrôle d'Hawaï jusqu'en 1898, date à laquelle les Américains annexent, pour une seconde fois, l'atoll. Il restera sous l'appartenance du Territoire d'Hawaï jusqu'à ce que ce dernier devienne le cinquantième et le dernier État à rejoindre l'Union du pays le 21 août 1959.

Le drapeau des États-Unis en 1898 lors de l'annexion du royaume d'Hawaï
Le drapeau des États-Unis en 1959 lorsqu'Hawaï est devenu le 50e État du pays
Le drapeau des États-Unis depuis le 4 juillet 1960, actuel drapeau officiel de l'atoll

### Le drapeau pendant la Seconde Guerre mondiale

Le drapeau officiel de l'atoll pendant la Seconde Guerre mondial, le drapeau américain à 48 étoiles

Le drapeau du Japon, qui aurait inspiré le soleil du drapeau de l'atoll Palmyra

Le drapeau, d'un format 2:3, représentait le paysage de l'atoll Palmyra tel que les marins établis sur l'atoll pouvaient le voir pendant la Seconde Guerre mondiale. Il est divisé en trois bandes : la bande supérieure rouge représente le ciel et est plus grande que les deux autres, la bande bleue médiane représente l'océan Pacifique et est de même largeur que la bande jaune inférieure représentant une plage de l'atoll ; le demi-cercle jaune représente, lui, le soleil se levant à l'horizon. La plage est une image idéalisée de l'atoll. En réalité, la végétation descend directement jusqu'à l'océan et les plages ne sont pas visibles sur l'atoll. En ce qui concerne le soleil, il est censé représenter un soleil « japonais » en train de s'éteindre, mais le drapeau représente ce soleil jaune alors que sur le drapeau japonais, le soleil est rouge.

Le drapeau de l'atoll Palmyra entre 1941 et 1947

Ce drapeau, décrit en 2001 par l'un des petits-enfants d'un des marins ayant créé le drapeau de manière non-officielle, est décrit uniquement d'après des photos en noir et blanc et d'après certains témoignages, il n'existe probablement aucun exemplaire de ce drapeau qui flotta sur l'atoll, à côté du drapeau américain, pendant près de six ans.

## Description
Le drapeau non officiel actuel de l'atoll Palmyra ressemble à celui utilisé pendant la Seconde Guerre mondiale mais redessiné pour qu'il soit plus réaliste. Ainsi, le rouge représente le ciel d'un soleil levant ou couchant, le bleu représente l'océan Pacifique, le jaune la plage et le trois-quarts de cercle le soleil levant ou couchant. Les différences avec l'ancien drapeau sont le soleil, qui a été relevé pour le faire sortir un peu plus de l'eau, et la plage, qui a été réduite pour laisser plus de place à la bande représentant le ciel. Les couleurs ont changé légèrement, avec un jaune dérivant plus sur l'or et un bleu ciel devenant un bleu marine. Comme l'ancien drapeau, il est en format 2:3.

Drapeau non officiel de l'atoll Palmyra

### Drapeaux similaires
Dans le monde entier, on retrouve des drapeaux similaires représentant un soleil couchant ou levant dont une partie le représente dans un paysage. Parmi les plus ressemblants, le drapeau d'Antigua-et-Barbuda, du Malawi, de l'État de Carabobo au Venezuela et des Kiribati :

Drapeau d'Antigua-et-Barbuda
Drapeau du Malawi
Drapeau de l'État de Carabobo au Vénézuela
Drapeau des Kiribati

Parmi les autres drapeaux avec un soleil levant ou couchant représentés dans un paysage, il y a le drapeau du Groenland, de la République de Sakha, du département de Lavalleja en Uruguay, de Gizeh en Égypte, de Marsa-Matruh en Égypte, de la province de Buenos Aires en Argentine, de l'oblast de Donetsk en Ukraine, de l'État de Lara au Venezuela, de la province de Chubut en Argentine et de la province de Santa Cruz en Argentine.

## Utilisation
Depuis les années 1980, c'est le Nature Conservancy américain qui s'occupe de l'atoll et c'est à cet organisme qu'il faut demander l'autorisation pour l'utilisation d'un drapeau non officiel représentant l'atoll.
Le drapeau fut utilisé officieusement qu'occasionnellement ; par exemple le 7 décembre 2001 au mémorial de l'USS Arizona, un navire de guerre coulé pendant l'attaque de Pearl Harbor par l'armée impériale japonaise pendant la Seconde Guerre mondiale, pour célébrer les 60 ans de cette attaque.
La NAVA News décrit le drapeau en 2010 et en 2018, le drapeau non officiel est accepté dans une utilisation numérique pour représenter l'atoll Palmyra.